# Česká terminologická databáze knihovnictví a informační vědy

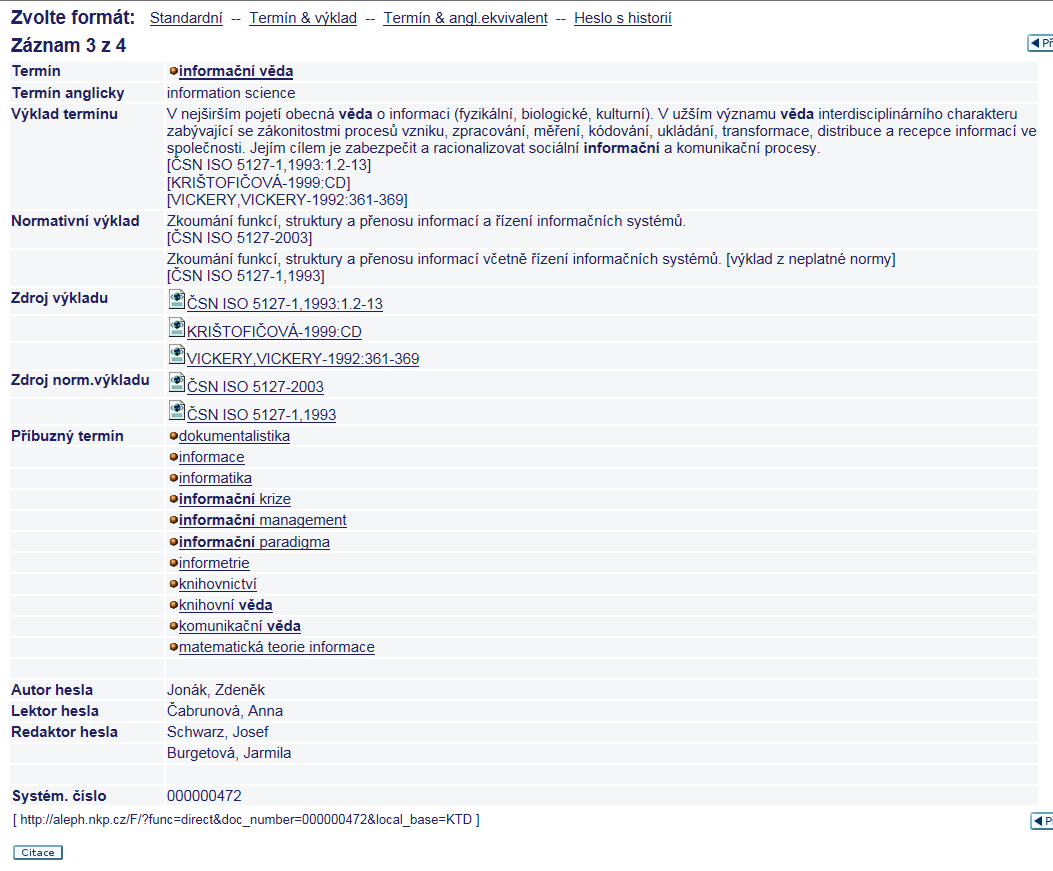
Příklad zobrazení hesla v TDKIV

Česká terminologická databáze knihovnictví a informační vědy (zkráceně TDKIV) je oborová výkladová databáze vysvětlující význam oborových termínů z oblasti knihovnictví, informační vědy a souvisejících vědních disciplín a zároveň je překladovou databází uvádějící anglické ekvivalenty českých termínů. Vznikla v letech 2001–2002 v rámci projektu Národní knihovny České republiky (za podpory Ministerstva kultury ČR) a je stále doplňována a aktualizována. Spravuje ji Knihovnický institut Národní knihovny ČR. Databáze je určena knihovníkům, informačním pracovníkům a další odborníkům v oblasti knihovnictví, informační vědy a souvisejících oborů, pedagogům v uvedených oborech, studentům jmenovaných oborů i jakýmkoli dalším zájemcům. Slouží jako pomůcka při studiu a vytváření odborných textů a ke zpřesnění komunikace v knihovnické praxi.
Zpracování hesel v TDKIV se řídí Metodickým materiálem pro zpracování hesel České terminologické databáze knihovnictví a informační vědy (TDKIV). 2., aktualizovaná verze platná od 1. 12. 2013.

## Obsah databáze
V databázi je uveden termín, ekvivalent termínu (synonyma), termín v anglickém jazyce, výklad termínu (výklad zpracovaný publikujícími odborníky, příp. normativní výklad), příbuzný termín (příbuzné termíny) včetně odkazu na něj (na ně), zdroj výkladu (použitá odborná literatura), příp. zdroj normativnho výkladu (ČSN, ČSN ISO). Dále jsou uvedeni: autor (autoři) hesla, lektor (lektoři) hesla a redaktor (redaktoři hesla). Uvedeno je datum vzniku hesla, příp. datum poslední aktualizace hesla.
Tematický záběr databáze je poměrně široký. Zahrnuje termíny týkající se typologie tištěných a elektronických dokumentů, doplňování a ochrany knihovního fondu, katalogizace, bibliografie, knihovnických a informačních služeb, typologie knihoven, informačních technologií, internetu, databází, knihovědy, informačního vzdělávání, nakladatelské činnosti a knihtisku, autorského práva a právních předpisů souvisejících s knihovnictvím.
V květnu roku 2015 databáze obsahovala okolo 4900 termínů. K datu 17. března 2022 se uvádí 5000 termínů včetně ekvivalentů.

## Vyhledávání v TDKIV
Databáze TDKIV nabízí základní vyhledávání, prohlížení rejstříků, vyhledávání pomocí jazyka CCL a kombinované vyhledávání ve více bázích najednou, tj. v TDKIV, KZK (Databáze zkratek pro knihovnictví a informační obory) a KSL (Česko-anglický a anglicko-český slovník knihovnických termínů).
Veřejnosti je přístupná také pracovní verze terminologické databáze, která ve srovnání s oficiální verzí obsahuje navíc nově zapsané termíny, o jejichž zařazení do TDKIV ještě nebylo rozhodnuto, termíny zpracované v různých fázích a termíny vyřazené z TDKIV.

## Ocenění
TDKIV byla oceněna Cenou INFORUM 2003 za nejvýznamnější a nejlepší český nebo slovenský produkt spojený s elektronickými informačními zdroji s významem pro českou, resp. slovenskou oblast v období od ledna 2002.